# Подоляни (Нижньосілезьке воєводство)
Подоляни (пол. Podolany) — село в Польщі, у гміні Злотория Злоторийського повіту Нижньосілезького воєводства. Населення — 207 осіб (2011).
У 1975-1998 роках село належало до Легницького воєводства.

## Демографія
Демографічна структура станом на 31 березня 2011 року:
|          | Загалом | Допрацездатний вік | Працездатний вік | Постпрацездатний вік |
| -------- | ------- | ------------------ | ---------------- | -------------------- |
| Чоловіки | 105     | 17                 | 80               | 8                    |
| Жінки    | 102     | 12                 | 63               | 27                   |
| Разом    | 207     | 29                 | 143              | 35                   |